# Djurgårdens IF Fotboll 1944/1945
Djurgårdens IF Fotboll spelade i dåvarande Division 2 Norra 1944/1945. Man vann serien och gick upp i Allsvenskan. Publiksnittet på hemmaplan var 2535 åskådare.

## Spelartrupp 1944/45
| Nat     | Spelare                             | Född                        | Position     |
| ------- | ----------------------------------- | --------------------------- | ------------ |
| Sverige | Kjell Cronqvist                     | 20 december 1920, Malmö     | Målvakt      |
| Sverige | Allan Persson                       | 28 maj 1914                 | Högerback    |
| Sverige | Sven Källén                         | 26 juli 1921, Falköping     | Vänsterback  |
| Sverige | Sture "Stubben" Larsson (lagkapten) | 14 december 1919, Stockholm | Högerhalv    |
| Sverige | Karl Johan Tornborg                 | 29 januari 1920, Stockholm  | Centerhalv   |
| Sverige | Bjarne Redestad                     | 25 januari 1922, Stockholm  | Vänsterhalv  |
| Sverige | Bo Björkman                         | 20 april 1916               | Högerytter   |
| Sverige | Bengt Garpe                         | 1 mars 1916, Västerås       | Högerinner   |
| Sverige | Knut Persson                        | 24 mars 1923, Åmål          | Center       |
| Sverige | Stig Nyström                        | 25 november 1919, Borlänge  | Vänsterinner |
| Sverige | Evan Pettersson                     | 19 maj 1918, Sandviken      | Vänsterytter |

Källa: 
Kvalmatcherna mot Åtvidabergs FF:
- Vinst med 1-0 (Knut Persson) på hemmaplan inför 18221 åskådare.
- Vinst med 0-2 (Bjarne Redestad, Knut Persson) på bortaplan inför 4100 åskådare, vilket även var nytt publikredkord.